# Barrio Colonia Conesa
Barrio Colonia Conesa es una localidad argentina ubicada en el Departamento Conesa de la Provincia de Río Negro. Se encuentra sobre la Ruta Nacional 250, 10 km al sudeste de General Conesa, 4 km al oeste del antiguo complejo azucarero. Pertenece al municipio de General Conesa y por su distancia tiene tratamiento de localidad.

## Población
Contó con 129 habitantes (Indec, 2010), lo que representó un incremento del 61% frente a los 80 habitantes (Indec, 2001) del censo anterior.

El censo 2022 registró una población de 21 habitantes que se repartieron entre 13 hombres y 8 mujeres. Sin embargo, las cifras obtenidas fueron estimativas solo teniendo en cuenta a la población en viviendas particulares; es decir, excluyendo del dato a la población institucional y las personas sin hogar. Gracias a este censo también fue posible conocer su densidad y tamaño urbano.
| Gráfica de evolución demográfica de Colonia Conesa entre 2001 y 2022 |
|                                                                      |
| Fuente: Censos nacionales del INDEC                                  |